# Investors House
Investors House Oyj (jusqu'en 2015 SSK Suomen Säästäjien Kiinteistöt Oyj) est une société d'investissement immobilier dont le siège est à Helsinki en Finlande.

## Présentation
Les filiales du groupe sont 
- société de gestion Dividend House,
- agence de location OVV Asuntopalvelut
- locaux commerciaux IVH Kampus.

Les entreprises associées sont, entre autres,  Ovaro Kiinteistösijoitus Oyj et IVH Asunnot Oy.

## Actionnaires
Au 31 décembre 2019, le plus importants actionnaires de Investors house sont:
| #   | Actionnaire                     | Actions   | %     |
| --- | ------------------------------- | --------- | ----- |
| 1.  | Maakunnan Asunnot Oy            | 1 962 128 | 31,74 |
| 2.  | Royal House Oy                  | 1 120 386 | 18,12 |
| 3.  | Core Capital Oy                 | 470 813   | 7,62  |
| 4.  | OWH-Yhtiöt Oy                   | 272 498   | 4,41  |
| 5.  | Godoinvest Oy                   | 256 493   | 4,15  |
| 6.  | Grönroos Mikael Henry           | 94 925    | 1,54  |
| 7.  | Grönroos Mari Anneli            | 86 956    | 1,41  |
| 8.  | Grönroos Niko Henry Juhani      | 85 000    | 1,37  |
| 9.  | Hekholm Oy                      | 80 000    | 1,29  |
| 10. | Dividend House Nordic Small Cap | 62 310    | 1,01  |